# Tchaj-er-čuang (starobylé město)
Starobylé město Tchaj-er-čuang je historická lokalita na Velkém kanále v Číně, kdysi historické město založené za dynastie Čchin (221–207 př. n. l.) a prosperovalo až do poslední dynastie Čching (1644–1911). Tchaj-er-čuang vznikl jako vodní město s tím, že propojoval kultury severu a jihu Číny. Za 2. světové války v Asii (druhá čínsko-japonská válka 1937–1945) byl v roce 1938 zcela zničen, z ruin byl znovu vystavěn v roku 2008 (v roce 70. výročí prvního historického vítězství čínské armády nad vojsky Japonského císařství v bitvě o Tchaj-er-čuang). V dávné minulosti byl Tchaj-er-čuang hlavně přístavem.

## Historie a památky
Tchaj-er-čuang, historicky velice významný vodní dopravní uzel se strategickou polohou, je v prefektuře Cao-čuang už jediným místem, které dokumentuje originální podobu objektů Velkého kanálu mezi Pekingem a Chang-čou. Před 2. světovou válkou v roce 1938 tam stálo více než 6000 budov s kvalitními bunkry.[zdroj?] V roce 1918 strategičnost Tchaj-er-čuangu zkoumala a potvrdila také Japonská jihomandžuská železniční společnost. V mingském období mu byl udělen titul „první město na světě“ a to díky jeho rostoucímu sociálnímu a ekonomickému významu poté, co byl Velký kanál přesměrován k městu. V době, kdy bylo v ruinách, přišlo o 53 významných válečných památek. Je v něm muzeum věnované památce bitvy o Tchaj-er-čuang.
V Tchaj-er-čuangu se nachází i početné náboženské památky: buddhistické, křesťanské, katolické, islámské i taoistické.

## Tchaj-er-čuang jako kulturní a zábavní rezort
Dnes je Tchaj-er-čuang hlavně místem mnohých atrakcí a rezortem pro chvíle zábavy – zvláště v době svátků na čínský nový rok („jarní svátky“) poskytuje početné ubytovací možnosti a celoročně se tam uskutečňuje mnoho kulturních akcí. Jde o město s monumentálními hradbami v délce přibližně 2 km. Jeho rozloha dosahuje 2 km². Tchaj-er-čuang je v Číně od roku 2013 zařazen do nejvyšší skupiny pro čínské turistické atrakce kategorie AAAAA, je přístupný po zaplacení vstupného a je otevřen celoročně a nepřetržitě. Mezi nejzajímavější atrakce patří bubnové pochody, vystoupení akrobatů, pěvecká představení, areál obsahuje i velký kulturní dům. Zvlášť velkou atrakcí jsou výletní plavby po členitých kanálech uvnitř města, doprovázené zpěvem tradičních čínských lyrických písní. Na hlavní třídě města je také malé celní muzeum a mnoho obchodů se suvenýry. A v posledních letech (od roku 2015) je před jarními svátky velkou atrakcí i pravidelný festival zimního plavání v bazénu umístěném ve Velkém kanále s vytrvalostní plavbou na 450 m v samotném kanálu. V letním období se ve městě konají soutěže tzv. dračích člunů.

## Dopravní dostupnost
Tchaj-er-čuang leží na silnici Chua-sing, v městském obvodu Tchaj-er-čuang v městské prefektuře Cao-čuang v provincii Šan-tung. V okolí se nenachází mezinárodní letiště, ale Cao-čuang je zastávkou vysokorychlostní tratě Peking – Šanghaj, která je od města ve vzdálenosti asi 40 km.